# Hřbitov Batignolles
Hřbitov Batignolles (francouzsky Cimetière des Batignolles) je pařížský hřbitov, který se nachází ve čtvrti Épinettes mezi ulicí Rue Pierre Rebière a boulevardem périphérique v 17. obvodu. Jeho rozloha činí 11 ha a je zde 15 000 hřbitovních koncesí. Roste zde asi 900 stromů (kaštany, javory, apod.). Název hřbitova je odvozen od jména bývalé vesnice Batignolles-Monceaux, která byla v roce 1860 připojena k Paříži.

## Historie
Hřbitov byl otevřen 22. srpna 1833. Z významných osobností jsou zde pohřbeni např. režisér André Barsacq (1909–1973), spisovatel André Breton (1896–1966), tanečnice Émilienne d'Alençon (1869–1946), novinář Gaston Calmette (1858–1914), spisovatel Blaise Cendrars (1887–1961), hudebník Ray Ventura (1908–1979), básník Paul Verlaine (1844–1896), malíř Édouard Vuillard (1868–1940) a česká malířka Toyen (1902–1980).
Před zřízením hřbitova Sainte-Geneviève-des-Bois byl hřbitov Batignolles významným pohřebištěm pro ruské emigranty. Proto je zde oddělení ruské pravoslavné církve, kde jsou pohřbeni malíř Léon Bakst (1866–1924), zpěvák Fjodor Ivanovič Šaljapin (1873–1938), skladatel Sergej Michajlovič Ljapunov (1859–1924), politik Pavel Miljukov (1859–1943) aj.